# Zygmunt Szafranowski
Zygmunt Szafranowski (ur. 20 lutego 1893 w Suwałkach, zm. 1 maja 1973 w Londynie) – podpułkownik piechoty Wojska Polskiego i Polskich Sił Zbrojnych, kawaler Orderu Virtuti Militari.

## Życiorys
Był synem Konstantego i Marii z d. Grockiej. Po wybuchu I wojny światowej wstąpił do Legionów Polskich. Służył w 4 kompanii III batalionu 1 pułku piechoty w składzie I Brygady. Mianowany chorążym od 2 grudnia 1915, później podporucznikiem. Podczas bitwy pod Konarami tymczasowo był dowódcą plutonu 3 kompanii. Został dwukrotnie ranny. Po kryzysie przysięgowym został internowany w obozie w Szczypiornie, zaś po ujawnieniu swojej rangi oficerskiej był przetrzymywany przez Niemców w obozach w Havelbergu, Rastadt i Werl.
Po odzyskaniu przez Polskę niepodległości wstąpił do Wojska Polskiego w listopadzie 1918. Zweryfikowany do stopnia kapitana był dowódcą II batalionu w 8 pułku piechoty Legionów. Brał udział w wojnie polsko-ukraińskiej i wojnie polsko-bolszewickiej. W tym czasie, od stycznia do marca 1920 brał udział w walkach o wyzwolenie Łatgali. Od 16 sierpnia do 2 października 1920 był dowódcą 8 pułku piechoty Legionów. Za swoje czyny wojenne otrzymał Order Virtuti Militari. 

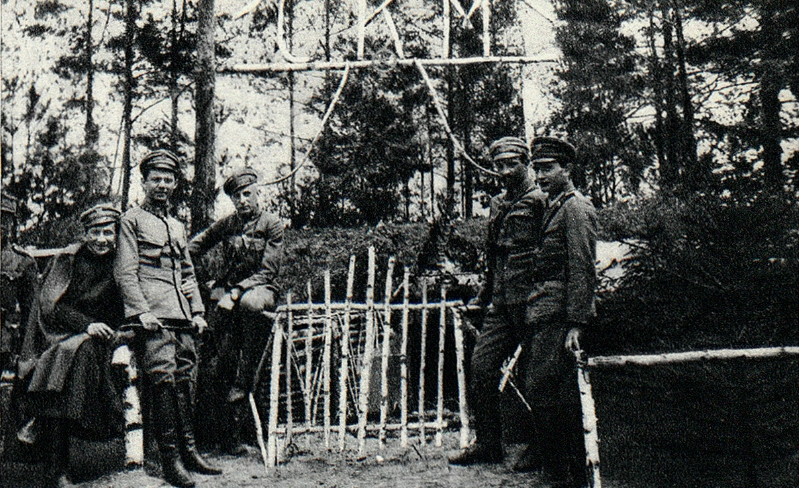
Przed kwaterą CKM pod Optową. Ciepichałł, Polniaszek, Szafranowski, Dobroczyński, Felsztyn

Został awansowany do stopnia majora ze starszeństwem z dniem 1 czerwca 1919. Od 1923 do 26 kwietnia 1928 pełnił funkcję zastępcy dowódcy 73 pułku piechoty w Katowicach. Został awansowany do stopnia podpułkownika od 1 stycznia 1928 i z lokatą 47 w korpusie oficerów piechoty. 26 kwietnia 1928 roku został przeniesiony do 10 pułku piechoty w Łowiczu na stanowisko zastępcy dowódcy pułku. Później był zastępcą dowódcy 25 pułku piechoty w Piotrkowie. W listopadzie 1933 roku został przeniesiony do Powiatowej Komendy Uzupełnień Poznań Miasto celem odbycia praktyki w służbie uzupełnień. W czerwcu 1934 ogłoszono jego przeniesienie do Powiatowej Komendy Uzupełnień Kałusz na stanowisko komendanta. W sierpniu 1935 został przeniesiony do Powiatowej Komendy Uzupełnień Białystok na stanowisko komendanta. W 1938 dowodzona przez niego jednostka została przemianowana na Komendę Rejonu Uzupełnień Białystok, a zajmowane przez niego stanowisko otrzymało nazwę komendant rejonu uzupełnień.
Po wybuchu II wojny światowej Z. Szafranowski był najstarszym stopniem oficerem w Białymstoku, a wobec braku zorganizowanej odgórnie obrony miasta, podjął się jej tworzenia (wspomagał go kpt. Tadeusz Kosiński), formując żołnierzy z pododdziałów marszowych i zapasowych (batalion marszowy 42 pułku piechoty i niepełny Batalion Wartowniczy nr 33). Został dowódcą obrony Białegostoku w okresie kampanii wrześniowej (siedziba dowództwa mieściła się w pałacu Chaima Nowika przy obecnej ulicy Lipowej 35).
Po agresji ZSRR na Polskę z 17 września 1939 został internowany na terenach litewskich, po czym aresztowany przez Sowietów i osadzony w obozie w Kozielsku, skąd 2 lipca 1940 trafił do obozu jenieckiego NKWD w Griazowcu, gdzie od 1940 przebywali polscy jeńcy. Po zawarciu układu Sikorski-Majski z 30 lipca 1941 wstąpił do Polskich Sił Zbrojnych w ZSRR. Od 16 października 1941 do 31 października 1942 był dowódcą 16 pułku piechoty (późniejszego 16 Lwowskiego batalionu strzelców) w strukturze 6 Lwowskiej Dywizji Piechoty (jego poprzednikiem został ppłk Kazimierz Kierkowski). W tym czasie podczas ewakuacji Armii Polskiej jednostka pokonywała teren w kierunku Iraku i Iranu). Był oficerem Polskich Sił Zbrojnych.
Po zakończeniu wojny pozostał na emigracji w Wielkiej Brytanii. Zmarł 1 maja 1973 w Londynie.

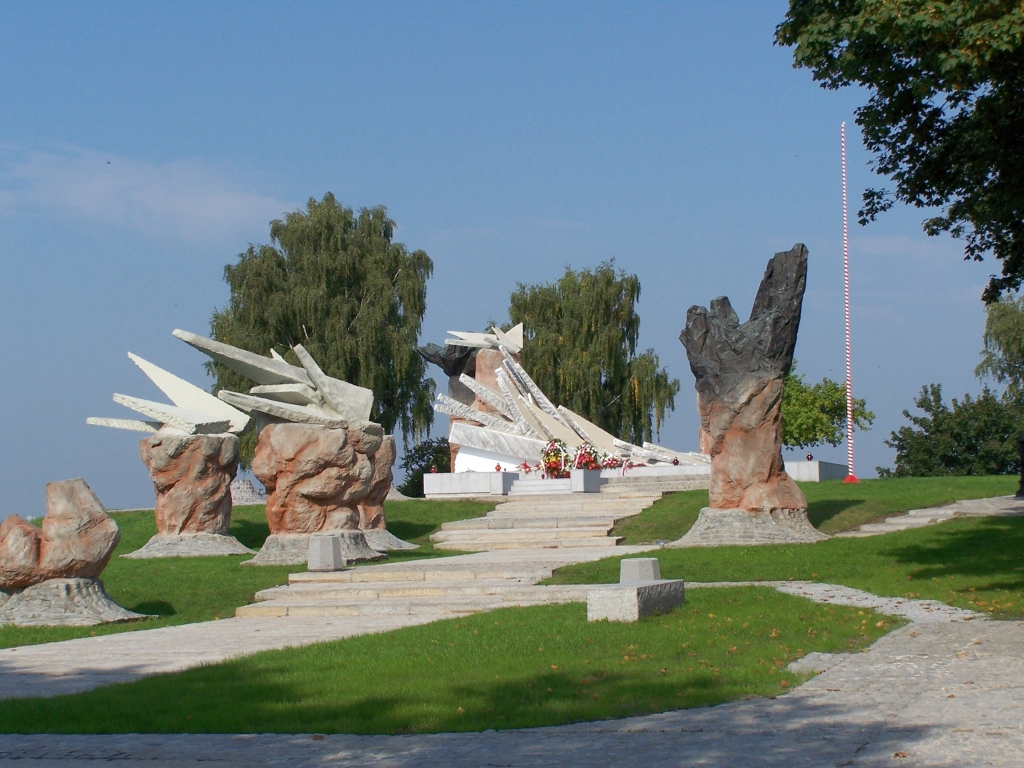
Pomnik Obrońców Białegostoku 1939 r.

## Ordery i odznaczenia
- Krzyż Srebrny Orderu Virtuti Militari nr 1188
- Krzyż Niepodległości (24 października 1931)[15]
- Krzyż Kawalerski Orderu Odrodzenia Polski (1938)[16]
- Krzyż Walecznych (czterokrotnie)
- Złoty Krzyż Zasługi (10 listopada 1928)[17]
- Medal Pamiątkowy za Wojnę 1918–1921
- Medal Dziesięciolecia Odzyskanej Niepodległości
- Srebrny Medal za Długoletnią Służbę
- Brązowy Medal za Długoletnią Służbę
- Odznaka za Rany i Kontuzje[18]
- Odznaka „Za wierną służbę”[18]
- Państwowa Odznaka Sportowa[18]
- Order Pogromcy Niedźwiedzia III klasy (1925, Łotwa)[19]
- Medal 10 Rocznicy Wojny Niepodległościowej (1928, Łotwa)[20]

## Upamiętnienie
Został ustanowiony Pomnik Obrońców Białegostoku 1939 r., stworzony na osiedlu Wysoki Stoczek.